# Reteporella axillaris
Reteporella axillaris är en mossdjursart. Reteporella axillaris ingår i släktet Reteporella och familjen Phidoloporidae.

## Underarter
Arten delas in i följande underarter:
- R. a. rustica
- R. a. okadai